# ألكسيس روبالكابا
ألكسيس روبالكابا (مواليد 9 سبتمبر 1972) هو ملاكم كوبي، مثّل بلاده في الألعاب الأولمبية الصيفية في دورتي 1996 و2000.

## روابط خارجية
ألكسيس روبالكابا على موقع بوكس ريك (الإنجليزية) (registration required)
- ألكسيس روبالكابا على موقع اللجنة الأولمبية الدولية (الإنجليزية)
- ألكسيس روبالكابا على موقع أوليمبيديا (الإنجليزية)